# 折渡トンネル
折渡トンネル（おりわたりトンネル）は、秋田県由利本荘市の東日本旅客鉄道（JR東日本）羽越本線羽後岩谷駅 - 折渡駅間に所在する鉄道トンネルである。単線トンネル2本で構成され、下り線トンネルは全長1,438メートル、上り線トンネル（新折渡トンネル）は全長1,705メートルである。
日本で初めてシールド工法が採用されたトンネルとして知られている。

## 概要
羽越北線の開業に向けて掘削されたが、その開業が大幅に遅延するほどの難工事であった。後年、複線化に伴って単線トンネル1本が新たに掘削されたが、こちらは技術の進歩などにより、2年ほどで完工している。

## 歴史
- 1917年（大正6年）6月1日 - 羽越北線第5工区（羽後亀田-羽後岩谷間）着工[3]。
- 1919年（大正8年）8月31日 - 難工事により橋本進次郎（現在の株式会社橋本店）との工事請負契約を一部解約し、トンネル工事を鉄道省直轄工事とする[4]。
- 1920年（大正9年）9月 - シールド工法での工事着工[5]。
- 1923年（大正12年）3月 - シールド工法から在来工法に切替[4]。
- 1924年（大正13年）
  - 1月 - 頂設導坑貫通[6]。
  - 4月19日 - 完成[5]。
  - 4月20日 - 開通[7]に伴い供用開始。
- 1950年（昭和25年） - トンネル内レールを37キロから50キロに交換[8]。
- 1960年（昭和35年）11月 - トンネル内の一部をロングレール化[8]
- 1963年（昭和38年）4月20日 - トンネル内で機関士・機関助士が失神[9]。
- 1969年（昭和44年）10月3日 - 新折渡トンネル起工式挙行[10]。
- 1971年（昭和46年）
  - 4月13日 - 新折渡トンネル貫通[11]。
  - 11月26日 - 現在線を新折渡トンネル経由に変更[12]し、折渡トンネルを交流電化用に改築。
    - この際にシールドが発見され、一部を切断し、現在は鉄道総研国立研究所に保存されている[13]。
- 1972年（昭和47年）9月19日 - 複線化[14]。

## その他

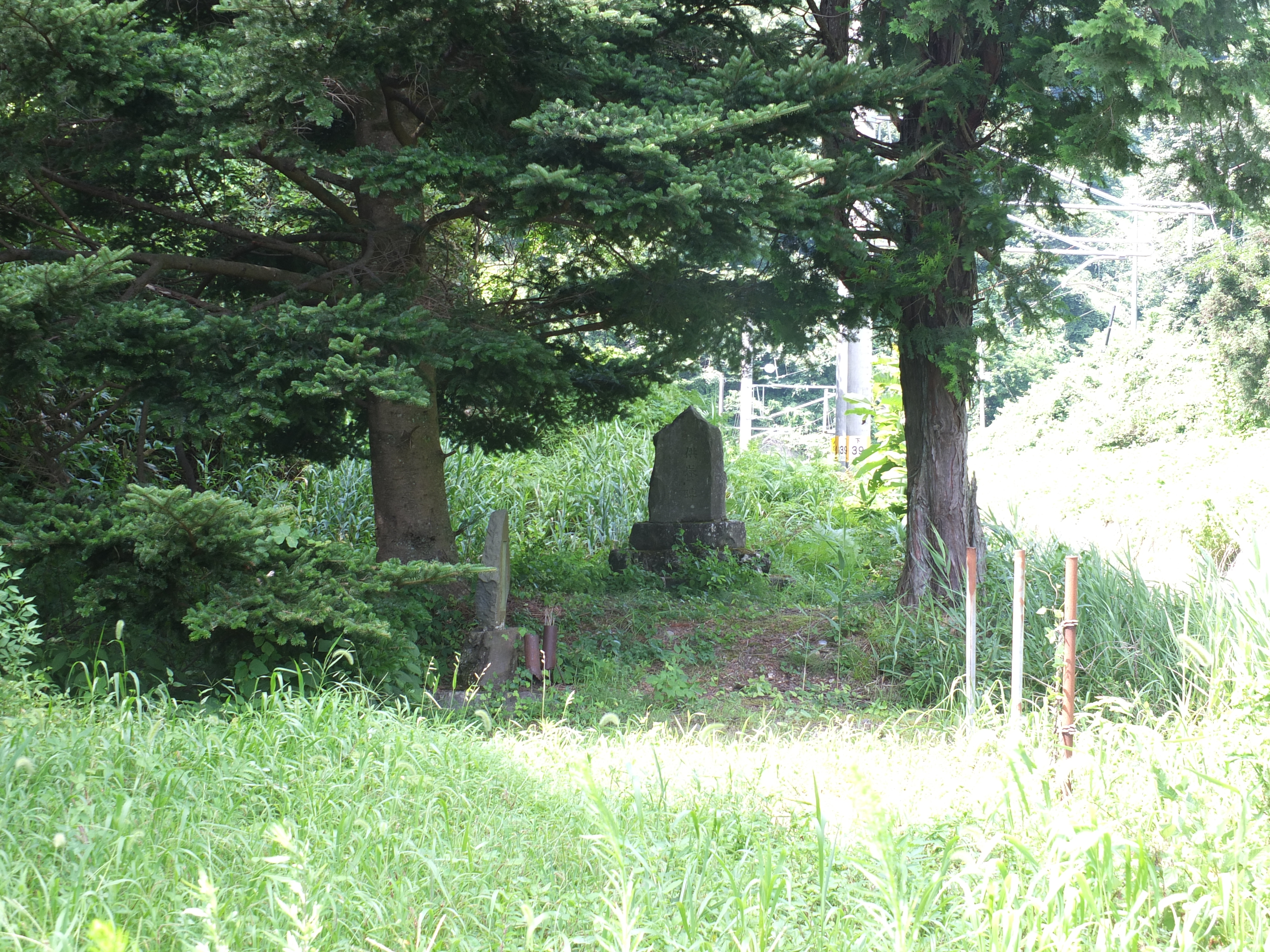
殉職者供養碑

羽後岩谷側坑口近くに、竣工記念碑と殉職者供養碑が建立されている。